# Stanley Baxter
Stanley Livingstone Baxter (24 de mayo de 1926) es un actor, comediante, impresionista y autor escocés. Baxter comenzó su carrera como actor infantil en BBC Scotland y luego se hizo conocido por sus programas de comedia de la televisión británica The Stanley Baxter Show, The Stanley Baxter Picture Programa, La serie Stanley Baxter y Mr Majeika.
Baxter también ha escrito varios libros basados en Glasgow.

## Primeros años
Hijo de un gerente de seguros, Baxter nació en Glasgow, Escocia. Fue educado en Hillhead High School, Glasgow, y su madre le enseñó a actuar en el escenario. Comenzó su carrera como actor infantil en la edición escocesa de Children's Hour de la BBC. Después de trabajar en la minería como Bevin Boy en la Segunda Guerra Mundial, desarrolló aún más sus habilidades interpretativas durante su servicio nacional con la unidad Combined Services Entertainment del Ejército Británico, trabajando junto al actor de comedia Kenneth Williams, actor Peter Vaughan, director de cine John Schlesinger y dramaturgo Peter Nichols, quien utilizó la experiencia como base para su obra Privates on Parade .
Después de la guerra Segunda Guerra Mundial, Baxter regresó a Glasgow y subió al escenario durante tres años en el Citizens' Theatre de Glasgow. Tras el éxito en la radio con Jimmy Logan, Howard & Wyndham Ltd lo invitó a protagonizar una pantomima en el Theatre Royal en Glasgow, seguido de los espectáculos de las ocho y media. y sus sucesores, los espectáculos Five Past Eight en el Alhambra Theatre de Glasgow. Se mudó a Londres para trabajar en televisión en 1959.
En 1969, Baxter actuó en la producción original de la entonces controvertida farsa de Joe Orton What the Butler Saw (obra) en el Queen's Theatre en el Oeste. Fin del teatro West End con Sir Ralph Richardson, Coral Browne y Hayward Morse. Baxter nutrió las carreras teatrales de Alyson McInnes y John Ramage. Baxter siguió siendo un gran favorito en el circuito de pantomima escocés, especialmente en el King's Theatre (King's Theatre, Glasgow) , Glasgow, hasta su jubilación en 1992. Protagonizó pantomima con populares estrellas escocesas, Jimmy Logan y Una McLean.

## Televisión
Baxter era conocido por sus imitaciones de personajes famosos, particularmente La Reina (conocida en el contexto de los programas como "la Duquesa de Brendagh"). The Stanley Baxter Show se emitió entre 1963 y 1971 en BBC One, y The Stanley Baxter Picture Show de 1972 a 1975 en ITV; La serie Stanley Baxter de seis partes fue realizada por LWT en 1981. LWT y la BBC realizaron ocho especiales de televisión de una hora entre 1973 y 1986.
Baxter apareció como estrella invitada en un episodio de The Goodies (The Goodies (serie de televisión)) y luego apareció en el papel principal en Mr Majeika, desarrollado a partir de los libros de Humphrey Carpenter, un espectáculo infantil sobre un profesor de magia, expulsado de Walpurgis (la tierra de los magos) por reprobar sus exámenes profesionales. Más tarde afirmó que quería retirarse después de que se cancelaran sus espectaculares programas de una hora y que el paso a la televisión infantil era un acuerdo "puramente financiero".
En el especial final de Navidad de Bing Crosby, grabado para CBS en el Reino Unido sólo unas semanas antes de la muerte de Crosby en 1977, Baxter desempeñó múltiples papeles, incluido el de mayordomo, cocinero y, en un [[sketch] comedia|sketch]] frente a un Crosby que se está riendo a carcajadas, el fantasma del antepasado bufón de la corte de Bob Hope. Habiéndose retirado en 1990, Baxter regresó para un especial único de Navidad 2008 para ITV, que contiene una mezcla de material nuevo y de archivo, con comediantes famosos comentando sobre la influencia de Baxter en su vidas y carrera.

### Películas
- Geordie (Film, 1955)
- Very Important Person (Rank, 1961)
- The Fast Lady (Rank, 1962)
- Crooks Anonymous (Film, 1962)
- Father Came Too! (Rank, 1963)
- Joey Boy (Film, 1965)
- The Thief and the Cobbler (Animation, Voice Only, 1993)